# Sarah Palin
Sarah Louise Heath Palin /ˈserə luˈiz hiθ peɪlɪn/  (Sandpoint, Idaho; 11 de febrero de 1964) es una política, comentarista, autora y personalidad televisiva estadounidense que se desempeñó como la novena gobernadora de Alaska  desde 2006 hasta su renuncia en 2009. Fue la candidata republicana a la vicepresidencia en 2008, acompañando al senador de Arizona, John McCain.
Palin fue elegida para el consejo municipal de Wasilla en 1992 y se convirtió en alcaldesa de Wasilla en 1996. En 2003, después de una candidatura fallida para vicegobernadora, fue nombrada presidenta de la Comisión de Conservación de Petróleo y Gas de Alaska, responsable de supervisar la seguridad y eficiencia de los campos de petróleo y gas del estado. En 2006, se convirtió en la persona más joven y la primera mujer en ser elegida gobernadora de Alaska. Los enormes honorarios legales incurridos por Palin y por el estado para enfrentar investigaciones sobre ética llevaron a su renuncia en 2009.
Palin fue nominada para la vicepresidencia en la Convención Nacional Republicana de 2008, poco después de que la campaña de McCain anunciara su designación. Fue la primera mujer candidata republicana a la vicepresidencia y la segunda en serlo por un partido importante, después de Geraldine Ferraro en 1984. La fórmula McCain-Palin perdió las elecciones de 2008 frente a la del Partido Demócrata, conformada por los entonces senadores Barack Obama y Joe Biden.
Desde su renuncia como gobernadora, ha respaldado y hecho campaña por el movimiento Tea Party, así como por varios candidatos en múltiples ciclos electorales, incluyendo de manera destacada a Donald Trump para presidente en 2016. De 2010 a 2015, fue comentarista política para Fox News. Presentó los reality shows Sarah Palin's Alaska en TLC durante 2010-11 y Amazing America with Sarah Palin en Sportsman Channel durante 2014-15. De 2014 a 2015, supervisó un canal de televisión online por suscriptores de corta duración, Sarah Palin Channel, a través de TAPP TV. Su libro Going Rogue ha vendido más de dos millones de copias.
En agosto de 2022, Palin participó en las elecciones especiales para el distrito congresional at-large de Alaska que quedó vacante después de la muerte del representante Don Young, pero perdió ante la demócrata Mary Peltola, quien completó el mandato inconcluso de Young. Palin se enfrentó nuevamente a Peltola y otros en las elecciones generales de noviembre por el mismo escaño, y volvió a ser derrotada.

## Primeros años
Sarah Heath nació en Sandpoint, Idaho. Hija de un maestro de ciencias y de una secretaria, su familia tiene antepasados irlandeses, ingleses y alemanes. A los pocos meses de nacer se trasladó con su familia a Alaska.
Palin estudió en el Instituto local de Wasilla, donde fue la líder del grupo de Atletas Cristianos del centro, así como la capitana del equipo de baloncesto. Ayudó al equipo a ganar el campeonato escolar de Alaska en 1982, encestando un tiro libre crucial en los últimos instantes de un partido decisivo, pese a tener un tobillo fracturado. Sus compañeros la apodaban «Sarah Barracuda» por la intensidad de sus jugadas.
En 1984, ganó el concurso de belleza «Miss Wasilla»; obtuvo el tercer lugar (segunda finalista) en «Miss Alaska», y ganó una beca escolar. En el concurso de Wasilla, tocó la flauta y fue elegida «Miss Simpatía».
Palin fue al Instituto Hawaii Pacific College en Hilo, Hawái, en 1982 durante un semestre, donde se graduó en Administración de Empresas. En 1983 se matriculó en el North Idaho College. En 1987, Palin obtuvo el título de Periodismo en la Universidad de Idaho, donde también se graduó en Ciencias Políticas. Trabajó durante un breve periodo de tiempo como periodista deportiva para algunas televisiones locales, así como ayudó en el pequeño negocio familiar junto a su marido dedicado a la pesca.

## Comienzos políticos

### Alcaldía
Palin comenzó su carrera política en 1992 cuando se presentó como candidata para trabajar en la alcaldía de Wasilla, apoyando un controvertido proyecto de impuesto sobre ventas y abogando por «Una Wasilla más moderna». Ganó y trabajó para el Ayuntamiento de 1992 a 1996.
En 1996, se enfrentó al alcalde John Stein, criticando el exceso de gasto y los altos impuestos, y consiguió vencerlo. En enero de 1997, Palin despidió al jefe de Policía de Wasilla, ya que no estaba de acuerdo con su gestión. Como respuesta, un grupo de 60 habitantes de la ciudad, que se hacían llamar Ciudadanos Preocupados por Wasilla iniciaron una campaña en su contra, solicitando la celebración de unas nuevas elecciones, propuesta que no tuvo éxito. El jefe de Policía al que había despedido Palin la acusó de haberle despedido por apoyar a sus oponentes políticos. En un juicio posterior, perdió su demanda, ya que la sentencia apoyaba el derecho de Palin de despedir a empleados municipales incluso por razones políticas.
Palin hizo campaña política prometiendo reducir el sueldo del alcalde, y los impuestos sobre la propiedad un 40 por ciento. Aumentó los impuestos a las ventas para financiar la construcción de un polideportivo y una pista de hielo cubierta. Se presentó a la reelección como alcaldesa contra Stein en 1999, y consiguió ganar con un 50% más de votos que su oponente. Palin también fue elegida Presidenta de la Conferencia de Alcaldes de Alaska.
En 2002, cuando por ley Palin no podía presentarse a una nueva reelección como Alcaldesa, su suegra, Faye Palin, se presentó en su lugar, pero perdió las elecciones a favor de Dianne Keller.

### Candidata a Vicegobernadora en 2002
En 2002, Palin se presentó a vicegobernadora de Alaska, quedando segunda por detrás de Loren Leman. Después de que el senador Frank Murkowski dejara su puesto en el Senado para convertirse en Gobernador, se planteó proponer a Palin para su escaño, aunque finalmente se lo cedió a su hija Lisa Murkowski.

### Comisión de Petróleo y Gas de Alaska
El gobernador Murkowski designó a Palin para la Comisión de Petróleo y Gas de Alaska, cargo que desempeñó desde 2003 a 2006. También trabajó como supervisora ética. Palin renunció a su cargo en enero de 2004 como protesta por lo que denominaba «falta de ética» de algunos miembros republicanos, como ella.
Tras su renuncia, Palin presentó una queja formal ante el delegado republicano del estado, Randy Ruedrich, y el antiguo abogado del estado de Alaska Gregg Renkes. Acusó a Ruedrich, uno de sus compañeros en la comisión, de trabajar para el partido en su vida pública y a la vez, colaborar con una de las empresas que debía regular. Ruedrich y Renkes renunciaron a sus puestos y Ruedrich pagó una sanción récord de 12 000 dólares.

## Gobernadora de Alaska

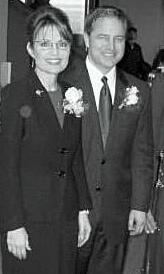
Palin con el Vicegobernador Sean Parnell.

En 2006, Palin venció al gobernador Murkowski en las primarias Republicanas. Su compañero de campaña fue el senador Sean Parnell.
En agosto, declaró que los tres pilares de su administración serían la educación, el transporte y la seguridad. Aunque gastó menos en la campaña que su oponente Demócrata, ganó las elecciones a gobernador de Alaska en noviembre de 2006, venciendo al gobernador Tony Knowles con un 48,3% de los votos frente al 40,9 de su adversario.
Palin se convirtió en la primera gobernadora de Alaska y, con 42 años, en la más joven de la historia del Estado. Es la primera gobernadora nacida tras el reconocimiento de Alaska como estado de Estados Unidos y la primera en no ser designada para el cargo en la ciudad en Juneau. Decidió que la ceremonia tuviera lugar en la ciudad de Fairbanks el 4 de diciembre de 2006.
Ha desafiado a muchos de los miembros del partido Republicano. Por ejemplo, apoyó la propuesta de Sean Parnell para destituir al experimentado congresista de los Estados Unidos, Don Young. Palin también pidió públicamente al senador Ted Stevens que aclarara las investigaciones federales que se estaban haciendo sobre sus finanzas.
Una encuesta publicada por la empresa Hays Research el 28 de julio del 2008, mostraba una tasa de aprobación de la gestión de Palin del 80 %, mientras que otra realizada por Ivan Moore la situaba en 76 %. Esta diferencia fue atribuida al controvertido despido del comisionado para la Seguridad Pública Walt Monegan. Una encuesta posterior de Rasmussen Reports del 31 de julio de 2008 tenía como resultado que el 35 % de los habitantes de Alaska consideraban su gestión como «excelente», el 29 % como «buena», el 22 % como «normal» y el 14 % como «mala».

### Energía y medio ambiente
Palin ha promovido la explotación de los yacimientos de petróleo y gas natural de Alaska, incluyendo los situados en el Refugio de la Vida Salvaje de Alaska, (ANWR, por sus siglas en inglés), lo que generó un gran debate nacional. También apoyó la aprobación de un aumento en los impuestos sobre los beneficios de las compañías petrolíferas. Palin ha continuado con su proyecto de crear un grupo de consejeros para estudiar el calentamiento global y reducir la tasa de emisiones que generan el llamado efecto invernadero en Alaska. Sin embargo, al ser preguntada por el cambio climático tras ser elegida por el senador McCain como su candidata a vicepresidenta, afirmó que «afectaba a Alaska más que a ningún otro estado», pero que ella «no lo atribuía a factores humanos».

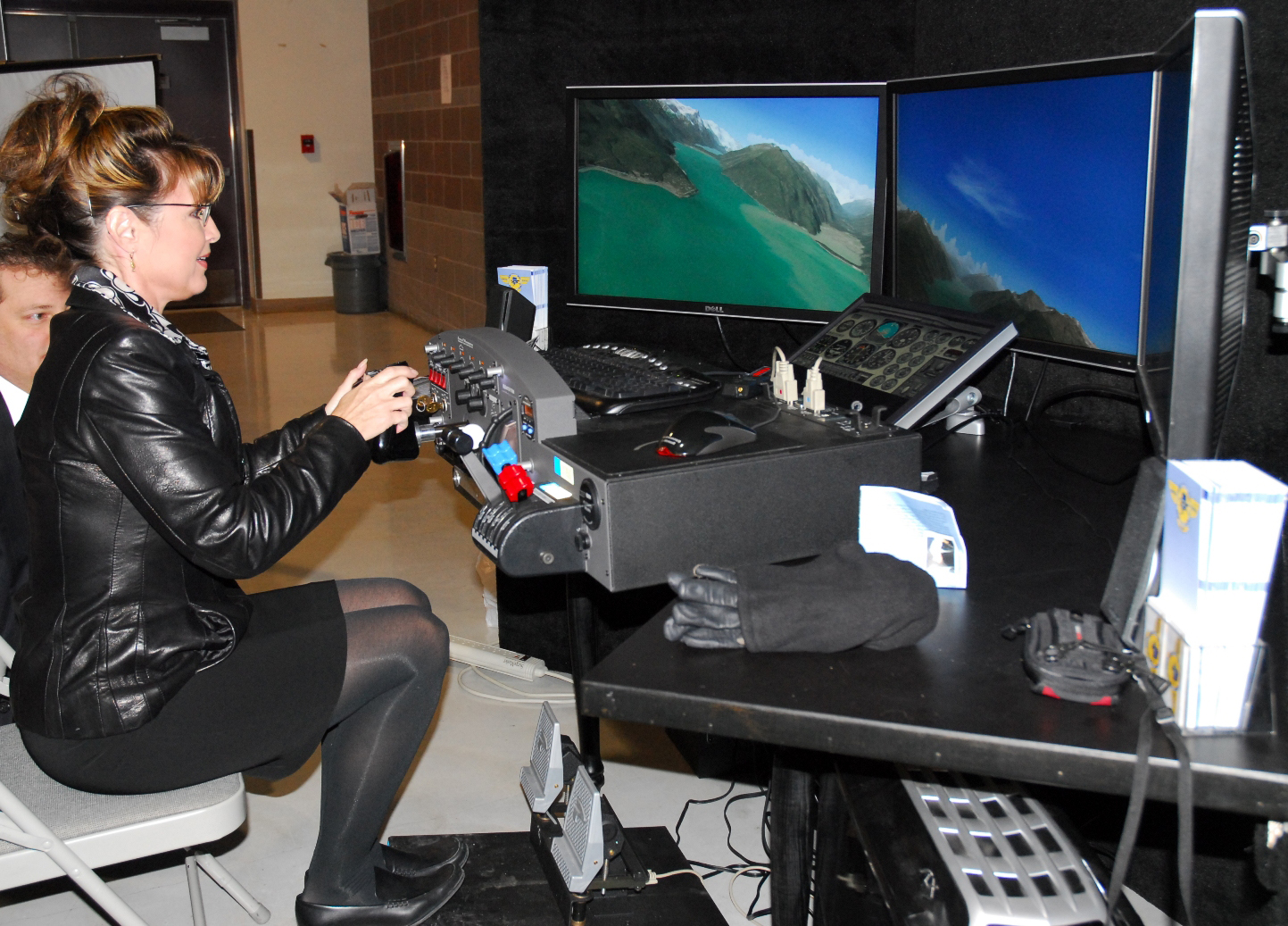
Gobernadora Palin ensayando un simulador de vuelo en el Fuerte Richardson, Cuartel general de la Guardia Nacional de Alaska, cerca de Anchorage.

Poco después de su nombramiento, Palin anuló 35 nombramientos hechos por Murkowski en las últimas horas de su mandato, incluyendo la designación de su jefe de equipo político James «Jim» Clark en la Autoridad para el Desarrollo del Gas Natural en Alaska. Poco después Clark se declaró culpable de conspiración por usar una empresa petrolífera extinta para desviar dinero a la campaña de reelección de Frank Murkowski.
En marzo de 2007, Palin presentó una propuesta en favor de la libre competencia en la construcción del oleoducto de Alaska. Esta propuesta anulaba un acuerdo al que llegó el gobernador anterior para garantizar la concesión de dicho contrato a una coalición de empresas incluyendo BP (compañía para la que trabajó su marido). Solo un legislador, Ralph Samuels, votó en contra de esta medida, y en junio, Palin la convirtió en ley. El 5 de enero de 2008, Palin anunció que una compañía Canadiense, TransCanada Corp, era la única candidata al proceso de construcción.
Como respuesta a los altos precios del gas y del petróleo, y como resultado del superávit del estado de Alaska, Palin también se ha inclinado por el paternalismo estatal y propuso dar a sus habitantes una tarjeta de débito de 100 dólares mensuales para gastar en energía. También propuso la concesión de subvenciones a las compañías eléctricas para reducir el gasto de los consumidores. Poco después, retiró la propuesta de la tarjeta de débito, y en su lugar propuso pagar directamente a los habitantes de Alaska 1200 dólares, provenientes del beneficio estatal creado por los altos precios del petróleo.
En mayo de 2008, Palin se mostró contraria a la propuesta del secretario de Interior de los Estados Unidos, el republicano Dirk Kempthorne, de incluir al oso polar en la lista de especies amenazadas. Inició un pleito para evitarlo, ya que numerosas voces advertían de que perjudicaría el desarrollo de instalaciones de gas y petróleo en las costas norte y noroeste de Alaska, donde está el hábitat de estos osos. Afirmó que la inclusión de los osos en la lista era una decisión precipitada y que no resultaría beneficiosa para estos animales. Durante esta campaña, el equipo de Palin se apoyó en informes financiados parcialmente por la industria petrolera y elaborados por expertos escépticos acerca de la existencia o el alcance del cambio climático.

### Renuncia a la gobernación de Alaska
El 3 de julio de 2009, Sarah Palin anunció su renuncia al cargo de gobernadora. Aunque no citó razones específicas, los analistas políticos consideran una apuesta en busca de una mejor preparación para la contienda presidencial para el 2012.

## Posiciones políticas

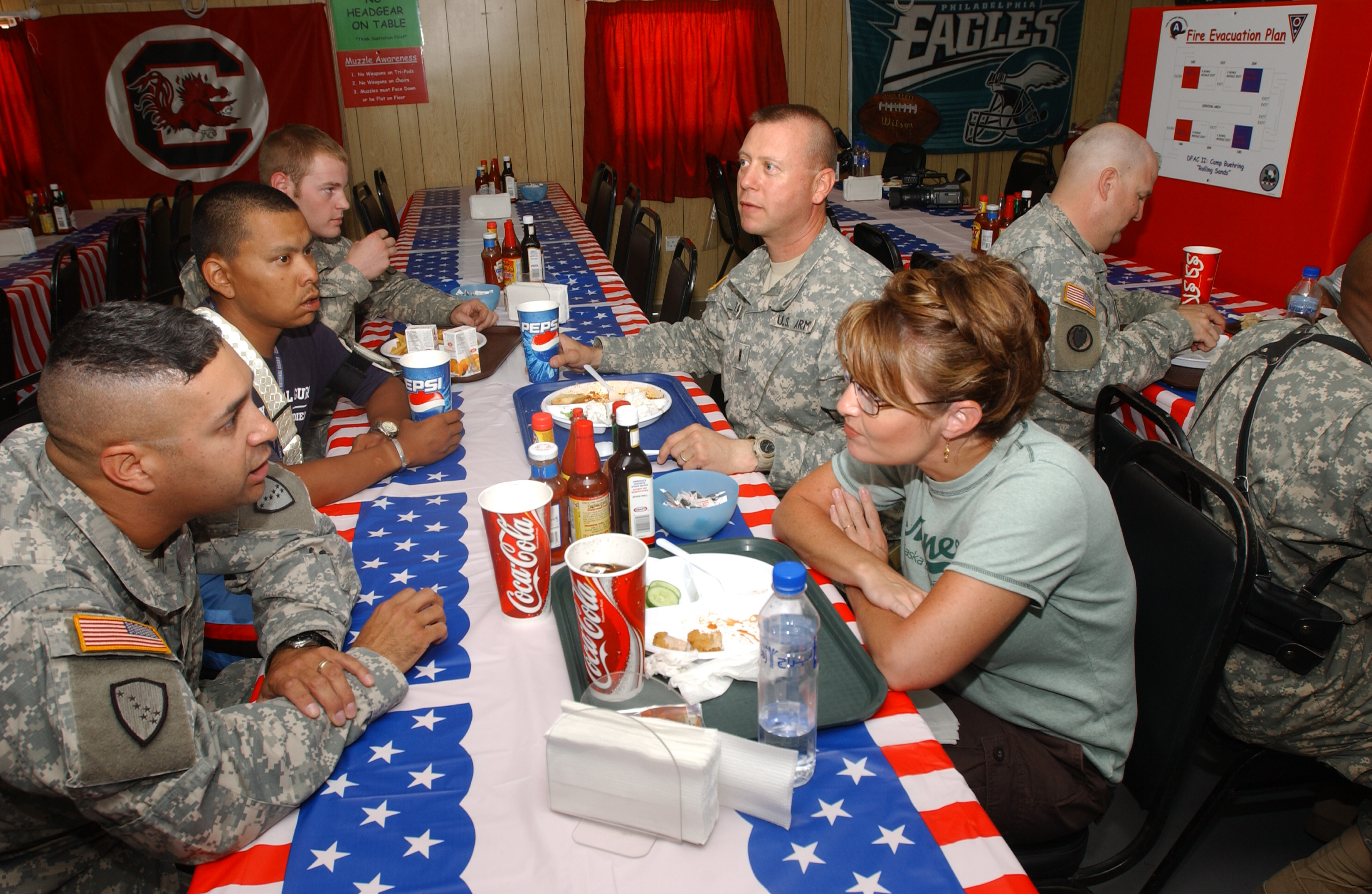
Palin durante su visita a los soldados de la Guardia Nacional de Alaska destinados en Kuwait, 24 de julio de 2007.

Palin pertenece al Partido Republicano. Está en contra del aborto y forma parte de la organización provida Feminists For Life. También se opone al matrimonio igualitario, aunque siguió las órdenes del Tribunal Supremo de Alaska para implementar ciertos beneficios a parejas del mismo sexo. Es miembro destacado de la Asociación Nacional del Rifle (NRA). Apoyó la invasión a Irak y dijo que los líderes de la nación enviaban soldados en una misión que es de Dios. (inglés: «Our national leaders, are sending (U.S. soldiers) out on a task that is from God»), idea que ha sido desde entonces recogida en diversos análisis sobre política y religión.

## Candidata a la vicepresidencia

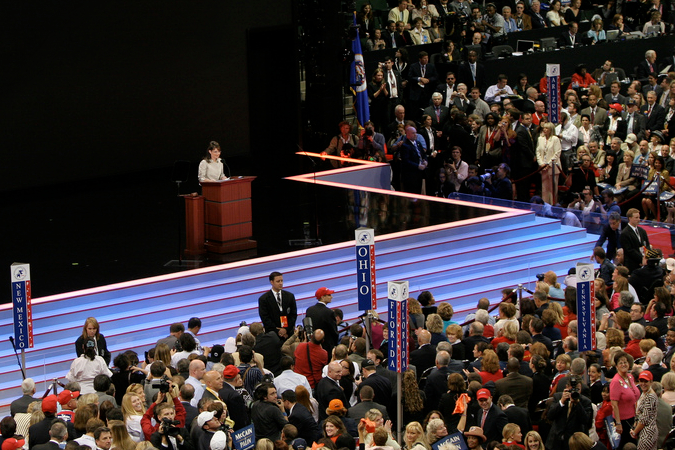

El 29 de agosto de 2008 fue elegida como compañera de fórmula de John McCain y durante una semana McCain superó al senador Obama en los sondeos, pero luego más del 50% de los votantes considera que ella no está lista para ser vicepresidenta, debido a su edad y a sus discursos de vagos argumentos, caso parecido al de Dan Quayle en 1988, lo que no impidió que George H. W. Bush fuera electo presidente.
El 2 de octubre fue el debate entre vicepresidentes, donde debió enfrentarse al senador Joe Biden, donde superó las expectativas, aunque sin poder vencer al senador Biden en los sondeos. El senador McCain también perdió los tres debates presidenciales.[cita requerida]

### Caso de abuso de poder
El 11 de octubre de 2008, en plena campaña electoral, fue declarada culpable de abuso de poder por los legisladores de Alaska cuando fue gobernadora, al probarse que trató de despedir a su excuñado, agente de policía, tras divorciarse de su hermana. El Comisionado de Seguridad Pública de Alaska, Walt Monegan, fue despedido el 11 de julio después de que este, a su vez, se negó a despedir a un policía estatal que es excuñado de la gobernadora. Alegando insubordinación, algo que los legisladores, después de una semana de investigaciones, consideraron falso.

## Vida privada
Palin se presenta a sí misma como una ama de casa y típica alaskana. Se declara aficionada a la pesca sobre hielo, las hamburguesas de alce, las motos de nieve. Ha corrido un maratón y es dueña de un hidroavión.

### Religión
Palin originalmente fue bautizada en la Iglesia católica, pero sus padres tempranamente comenzaron a asistir a la iglesia «Wasilla Assembly of God», una Iglesia pentecostal, donde fue rebautizada a los doce o trece años. Cuando se encuentra en la capital estatal asiste al Juneau Christian Center, otra iglesia de las Asambleas de Dios. Su iglesia en Wasilla es la Church on the Rock, una congregación sin afiliación de denominación Aunque informes iniciales la describían como la primera pentecostal jamás nominada por un partido mayor de EE. UU., Palin se califica a sí misma de cristiana no-denominacional. El National Catholic Reporter la calificó de cristiana «pos-denominacional».

### Familia
Palin se fugó para casarse con su novio del instituto, Todd Palin, el 29 de agosto de 1988, cuando tenía veinticuatro años. Todd trabaja como operario de producción en un campo petrolífero de la compañía BP. También es dueño de un negocio comercial de pesca. Es campeón de motonieve, ganador de la carrera «Iron Dog» de 3 200 km cuatro veces.
Tienen cinco hijos: dos varones llamados Track Charles James (1989) y Trig Paxson Van (2008), y tres hijas, Bristol Sheeran Marie (1990), Willow Bianca Faye (1994), y Piper Indy Grace (2001). Su hijo más joven, Trig, tiene síndrome de Down.
Palin tiene ocho nietos, tres de Bristol, dos de Track y tres de Willow. Los Palin viven en Wasilla.